# Johnny Miqueiro
Johnny Miqueiro (Montevideo, 18 de julio de 1964) es un exfutbolista uruguayo que jugaba como delantero. Con el Club Atlético Progreso obtuvo el Campeonato Uruguayo de Primera División 1989.

## Biografía
Debutó en 1985 en Sud América donde jugó con su hermano mellizo Aníbal, que era marcador de punta. 
A mediados de 1986 pasó al Club Atlético Progreso. Con la dirección técnica de Saúl Rivero, Progreso obtuvo el Campeonato Uruguayo de Primera División 1989. Miqueiro fue goleador de ese torneo con 7 goles, junto con Diego Aguirre y Oscar Quagliata.
En 1990 jugó dos partidos amistosos con la selección uruguaya. Fueron en Miami contra Colombia y Costa Rica. Uruguay ganó ambos partidos por 2 a 0.
En 1993 pasó al PJM Futures de la tercera división de Japón donde jugó dos temporadas. En la primera el equipo logró el ascenso a la Segunda División y en la siguiente ascendió a Primera. No pudo quedarse por un tema de cupos de extranjeros y el club optó por la permanencia de  Maradona. Regresó a Uruguay para jugar en Basáñez en 1995 y ese mismo año se retiró en el Emelec de Ecuador.
Se radicó en Guatemala donde se recibió de director técnico. Trabaja en centros educativos como profesor de educación física y ha dirigido algunos clubes menores.

## Clubes
| Club        | País    | Año         |
| ----------- | ------- | ----------- |
| Sud América | Uruguay | 1985 - 1986 |
| Progreso    | Uruguay | 1986 - 1992 |
| PJM Futures | Japón   | 1993 - 1994 |
| Basáñez     | Uruguay | 1995        |
| Emelec      | Ecuador | 1995        |